# Rhaphidascaris adelinae
Rhaphidascaris adelinae är en rundmaskart. Rhaphidascaris adelinae ingår i släktet Rhaphidascaris och familjen Anisakidae. Inga underarter finns listade i Catalogue of Life.